# Камешник (Грязовецкий район)
Камешник — деревня в Грязовецком районе Вологодской области России.
Входит в состав Перцевского муниципального образования, с точки зрения административно-территориального деления — в Перцевский сельсовет.
Расстояние по автодороге до районного центра Грязовца — 6 км, до центра муниципального образования Слободы — 4 км. Ближайшие населённые пункты — Девять Изб, Дюкосово, Климово.
По переписи 2002 года население — 76 человек (31 мужчина, 45 женщин). Всё население — русские.